# Néotoma à gorge blanche
Neotoma albigula
Espèce
Statut de conservation UICN

 LC  : Préoccupation mineure
Le Néotoma à gorge blanche (Neotoma albigula) est une espèce de rongeurs de la famille des Cricétidés. Cet animal vit aux États-Unis et au Mexique.